# Elwin Elmer Harris
Elwin Elmer Harris (auch Elwin E. Harris, * 11. November 1897 in Wauzeka, Crawford County, Wisconsin; † 8. Juni 2000 in Sun City, Maricopa County, Arizona) war ein US-amerikanischer Chemiker.

## Leben

### Familie und Ausbildung
Der aus dem im US-Bundesstaat gelegenen Village Wauzeka  gebürtige Elwin Elmer Harris, Sohn des William Harris und der Mary Lena Harris, absolvierte die Grammar School, anschließend die High School in Mabel im US-Bundesstaat Minnesota. Danach widmete er sich dem Studium der Chemie an der Hamline University in Saint Paul, 1921 graduierte er summa cum laude zum Bachelor of Science. Nachdem er in der Folge Sommerkurse an der University of Chicago abgelegt hatte, setzte er sein Studium an der University of Minnesota fort, 1922 empfing er den Grad eines Master of Arts, 1925 wurde er zum Ph. D. promoviert.
Elwin Elmer Harris heiratete am 20. Juni 1923 Esther Lynnette Cherry. Der Ehe entstammten zwei Töchter  und ein Sohn. Harris starb im Juni 2000 im hohen Alter von 102 Jahren.

### Beruflicher Werdegang
Elwin Elmer Harris erhielt 1923 eine Anstellung als Instructor in Chemistry an der University of Minnesota. Nach der Promotion folgte Elwin Elmer Harris einem Ruf als Associate Professor of Organic Chemistry an das Chemistry Department der University of North Dakota nach Grand Forks. 1930 wechselte Harris als Assistant Chemist zur Derived Products Section, einer Abteilung im U. S. Forest Products Laboratory, nach Madison. Elwin Elmer Harris wurde 1936 zum Chemist, 1942 zum Senior Chemist, 1946 zum Special Chemist befördert. Zusätzlich nahm Harris eine Aufgabe als Lecturer in Forest Products an der nahe gelegenen University of Wisconsin–Madison wahr. Elwin Elmer Harris trat insbesondere durch Forschungsbeiträge betreffend das Gebiet Holzchemie hervor.

## Publikationen
- zusammen mit George Bell Frankforter: Chloral and Bromal with Phenolic Ethers in the Presence of Anhydrous Aluminium Chloride. Ph. D. University of Minnesota 1925, Easton, Pa., 1926
- Saccharification of Wood: Problems Related to the Construction of a Plant to produce Alcohol from Wood Waste. in: Report / U.S. Forest Products Laboratory, R 1475. Forest Products Laboratory, Madison, Wis. 1945
- Production of Alcohol from Australian Woods. in: Journal of the council for Scientific & Industrial Research, volume 19, 1946. Council for Scientific and Industrial Research, Melbourne, Vic., 1946
- zusammen mit Edward Beglinger: The Madison Wood-sugar Process. in: Report / U.S. Forest Products Laboratory, R 1617. Forest Products Laboratory, Madison, Wis. 1946
- Wood Molasses for Stock Feed. in: Report / U.S. Forest Products Laboratory, R 1731. Forest Products Laboratory, Madison, Wis. 1948
- Food-yeast Production from Wood-processing Byproducts. in: Report / U.S. Forest Products Laboratory, R 1754. Forest Products Laboratory, Madison, Wis. 1949
- zusammen mit Alfred Joaquim Stamm: Chemical Processing of Wood. Chemical Publishing Co., Inc., New York, 1953